# Gebhardt Theodor Meier

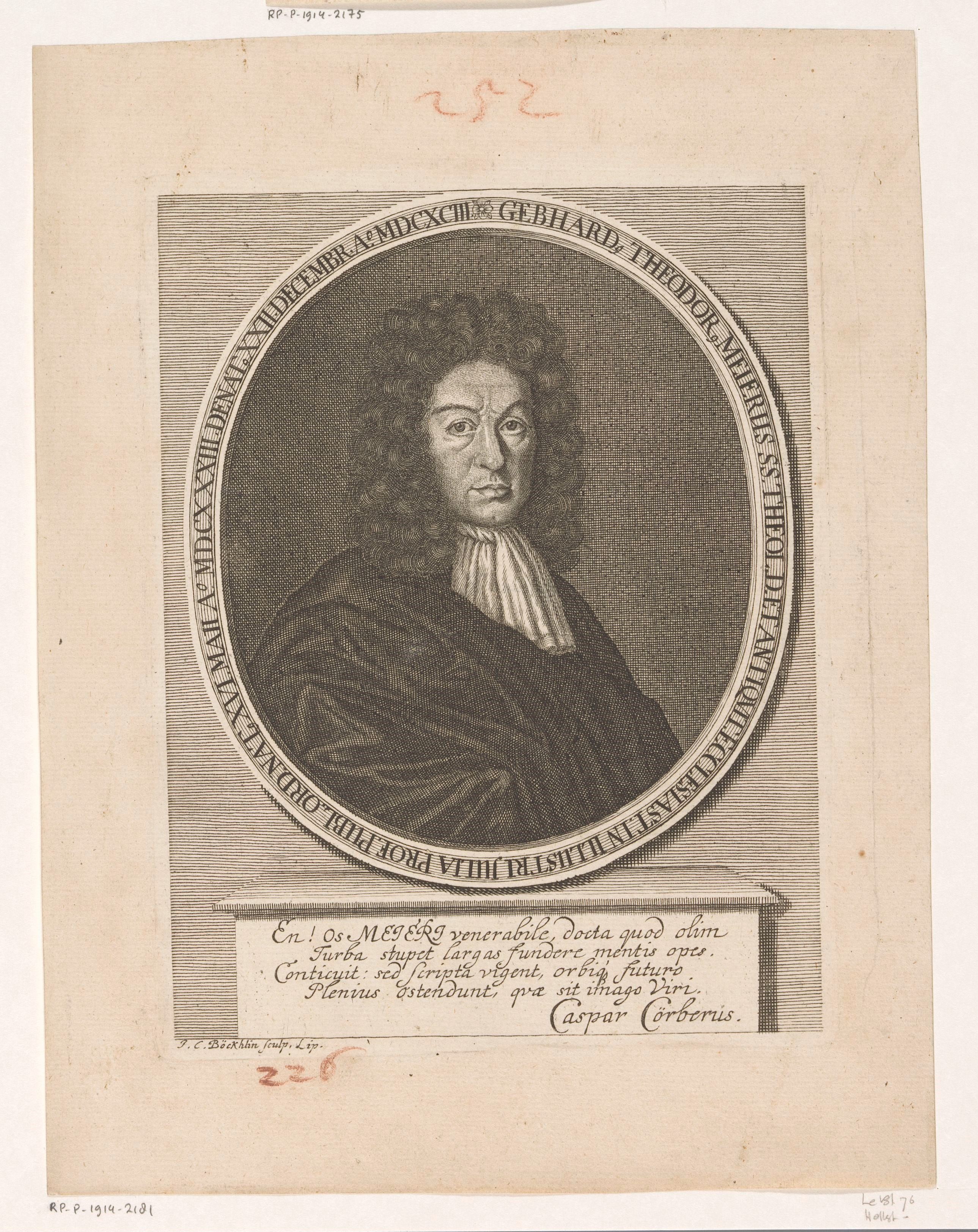
Gebhardt Theodor Meier

Gebhardt Theodor Meier (auch: Gebhard Theodor Meyer; * 16. Mai 1633 in Hannover; † 22. Dezember 1693 in Helmstedt) war ein deutscher evangelischer Theologe.

## Leben
Der Sohn des Apothekers Jakob Meier und der Ilse, die Tochter des Ratskämmers in Celle Johann Bockelmann, erhielt zunächst seine Vorbildung in seiner Vaterstadt und 1649 auf dem Gymnasium in Lüneburg. Er studierte seit dem 24. April 1651 an der Universität Wittenberg, wo er anfänglich Medizin studieren wollte, jedoch nach einem halben Jahr zum theologischen Studium wechselte. In Wittenberg hatte er unter anderem bei Christian Trentsch (1605–1677) und Johann Deutschmann disputiert. Auf Wunsch seines Vaters zog er 1653 an die Universität Helmstedt. In Helmstedt erwarb er sich im Juli 1654 den akademischen Grad eines Magisters der Philosophie und hielt ab 1654 Vorlesungen über Geographie, Geschichte, Logik und Ethik ab.
1660 wurde er dort außerordentlicher Professor für Ethik und promovierte am 25. Juni 1661 zum Doktor der Theologie. 1665 wurde er ordentlicher Professor der Heiligen Altertümer an der theologischen Fakultät und beteiligte sich auch an den organisatorischen Aufgaben der Helmstedter Hochschule. So war er mehrfach Dekan der theologischen Fakultät und drei Mal Vizerektor der Alma Mater. Es mag an seiner kränklichen Natur gelegen haben, das er sich nicht an den theologischen Streitigkeiten seiner Zeit beteiligte. Er tat sich aber durch Vorlesungen und Schriften auf dem Gebiet der Moraltheologie hervor.
Aus seiner am 25. Juni 1661 geschlossenen Ehe mit Anna Sophia (+ 15. August 1621 in Helmstedt; † 17. Juni 1702 ebenda), die Witwe des Professors der Rechte Johann Mehlbaum (1611–1656), die Tochter des Professors der Rechte in Helmstedt Heinrich Schmerheim (1591–1643) und der Elisabeth Rademann, stammen die zwei Töchter Ilsa Juliana Meier und Anna Eleonora Meier, die jedoch nur wenige Jahre lebten.

## Werkauswahl
1. Biblos Kanonōn Tēs Katholikēs Ekklēsias. Codex Canonum Ecclesiae universae, a Justiniano Imp. Confirmatus. Muller, Helmstedt 1663. (Digitalisat)
2. Introductio In Universum Theologiae Moralis, Cum Dogmaticae, Tum Pragmaticae, Studium : Qua, quae propria, quae aliena sunt Theologiae Morali, unde illa & in quantum possint debeantque accipi, quo ordine quave methodo in docendo discendoque progrediendum, quae idonea ad parandam illam scientiam sint edita scripta, nec non quis huic studio maxime aptus, & denique idea, cum Scientiae dogmatum, tum Systematis iuris Christianorum exhibetur. Heitmuller, Helmstedt 1671. (Digitalisat)
3. Disputationes Theologicae, Partem Primam & Secundam Theologiae Moralis Exhibentes. Helmstedt 1679
4. De reconditia veteris ecclasiae teologia & folmni sacrorum coram protanis & nondum initiatis occulatione. Muller, Helmstedt 1679. (Digitalisat)
5. De tribus novellorum nascentis ecclesiae Christianorum initiamentis, baptismo, catechesi & manum impositione ex Hebr. 6, 2. Helmstedt 1690
6. Politica ecclesiae primitivae ad politiam civilem formata.
7. De haeresibus ad Quod vult Deum cum notis Lamberti Danari.
8. Gabrielis Albaspinaei Avrelianensis Episcopi De Veteribus Ecclesiae Ritibus Observationvm Libri Dvo. Meier, Helmstedt 1672. (Digitalisat)
9. Francisci Bernardini Ferrarii Ambrosiani Collegii Doctoris De Antiquo Ecclesiasticarum Epistolarum Genere Libri tres. Muller, Helmstedt 1678. (Digitalisat)
10. Roberti Coci censuram quorundam scriptorum antiquitatis ecclesiasticae.
11. Monumenta Julia s. memoria Theologum. Helmstedt 1680
12. Historia religionum cristiane, iudaicae, gentili set muhammedanicae a conditio mundo ad nostra usque tempora. Muller, Helmstedt 1678. (Digitalisat)
13. Disp. De ascetis. Helmstedt 1672
14. Disp. Aphoristici Theologiae neotericis diversorum... Helmstedt 1676, 1683
15. Disp. An in Eccelesia Protestantium detur verum & legitimum ministerium. Helmstedt 1684
16. Disp. De Creatine hujus universi. Helmstedt 1685
17. Disp. De lumine salutifero omnibus hominibus congentio, contra Fanaticos. Helmstedt 1692
18. Disp. De symbolo Apostolico. Helmstedt 1692
19. Disp. De Politica Spiritus s. ad Rom. 13, 1-7. Helmstedt 1693
20. Aristotelis Politicorum Analysis Ac Expositio. Usibus Studiosorum Helmstadiensium dicata. Müller, Helmstedt 1668. (Digitalisat)